# Municipio de Black Creek (Pensilvania)
El municipio de Black Creek  (en inglés: Black Creek Township) es un municipio ubicado en el condado de Luzerne en el estado estadounidense de Pensilvania. En el año 2000 tenía una población de 2.132 habitantes y una densidad poblacional de 33.7 personas por km².

## Geografía
El municipio de Black Creek se encuentra ubicado en las coordenadas 41°01′00″N 76°09′59″O / 41.01667, -76.16639.

## Demografía
Según la Oficina del Censo en 2000 los ingresos medios por hogar en la localidad eran de $35,028 y los ingresos medios por familia eran $41,250. Los hombres tenían unos ingresos medios de $31,279 frente a los $17,382 para las mujeres. La renta per cápita para la localidad era de $17,675. Alrededor del 11,7% de la población estaban por debajo del umbral de pobreza.